# Marianna Rosjal-Strojeva
Marianna Rosjal-Strojeva (russisk: Мариа́нна (Ма́йя) Григо́рьевна Роша́ль-Стро́ева) (født 23. januar 1925 i Moskva i Sovjetunionen, død 22. oktober 2022) var en sovjetisk filminstruktør.

## Filmografi
- Belyj pudel (Белый пудель, 1956)[1][2]